# Adolf Heinrich August Bergmann
Adolf Heinrich August Bergmann (* 12. September 1799 in Ganzig; † 23. Juli 1858 in Waldheim) war ein deutscher Naturforscher und Fabrikant.

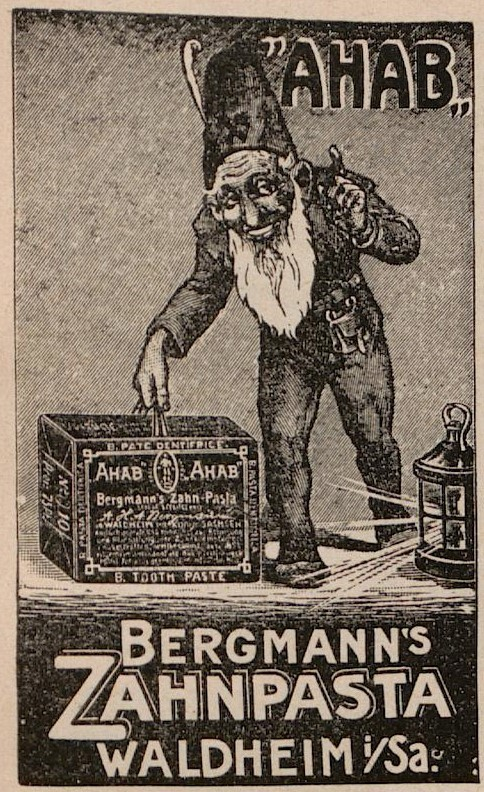
AHAB. Bergmann's Zahnpasta. Waldheim in Sachsen, 1909

## Leben
Bergmann ist  1799 in Ganzig in Sachsen geboren. 1823 gründete er in Waldheim zunächst eine Materialwarenhandlung. Diese wurde später um eine Essigbrennerei, eine Fabrikation von Schokolade, sowie Rauch- und Schnupftabak erweitert. Filialen dieser Art gab es in Hartha, Rosswein und Döbeln. Die Herstellung von künstlichen Düngemitteln begann er 1838. Später kam Bergmann zu dem Entschluss seine bisherigen Kenntnisse auch auf menschliche Wesen zu projizieren. So kam es zu der Erfindung der Bergmanns Zahnseife, die ein Vorläufer der heutigen Zahncreme ist: „AHAB“. 1852 gründete Bergmann die Waldheimer Parfümerie- und Toilettenseifenfabrik. Bereits 1854 konnte die Produktion auf Flechten- und Feinseife erweitert werden. 1856 gelang es Bergmann eine flüssige Haarseife in den Handel zu bringen. Bergmann starb 1858 in Waldheim in Sachsen.

## Nach seinem Tod
Nach Bergmanns Tod im Jahre 1858 wurde das Unternehmen von seinem Sohn Heinrich Robert Bergmann und seinem Enkel A. H. R. Bergmann als Waldheimer Parfümerie- und Feinseifenfabrik A. H. A. Bergmann weitergeführt. 1897 vertrieb das Unternehmen bereits 800 verschiedene Artikel. Beim 50-jährigen Jubiläum waren 75 Personen in dem Vertrieb beschäftigt. 1945 kam es jedoch zu einer Beschlagnahmung des ganzen Unternehmens, auf das im Frühjahr 1946 eine entschädigungslose Enteignung folgte. Bis 1970 lief Bergmanns Unternehmen unter dem Namen Rosodont-Werk Waldheim. 1992 kam es ohne die Beteiligung der Familie Bergmann zur Privatisierung durch Management-Buy-Out (MBO). Heute läuft das Unternehmen unter dem Namen Florena Cosmetik GmbH und ist seit 2002 eine Tochtergesellschaft der Beiersdorf AG. Bis heute zählt dieses Unternehmen zu den ältesten und traditionsreichsten Kosmetik-Unternehmen Deutschlands.